# PyKDE
PyKDE – zestaw modułów języka Python służących tworzeniu aplikacji dla środowiska graficznego KDE.
Moduły PyKDE stanowią implementację bibliotek z pakietu kdelibs i są to: dcop, kdecore, kdesu, kdefx, kdeui, kio, kfile, kparts, khtml, kspell, kdeprint i kmdi (z opcjonalnym kjs). PyKDE dostarcza niemal wszystkich klas i metod jakie występują w tych bibliotekach, co stanowi ponad 600 klas i 10 000 metod.
PyKDE jest dostępne dla systemów operacyjnych UNIX i GNU/Linux.